# Колокуново (Заволжское сельское поселение)
Колокуново — деревня в Ярославском районе Ярославской области. Входит в состав Заволжского сельского поселения.

## География
Находится в восточной части Ярославской области на расстоянии приблизительно 10 км на север-северо-восток по прямой от станции Филино.

## История
В 1898 году здесь (деревня Ярославского уезда Ярославской губернии) было учтено 39 дворов.

## Население
Численность населения: 5 человек (русские 100 %) в 2002 году, 0 в 2010.